# العلاقات الألمانية الليختنشتانية
العلاقات الألمانية الليختنشتانية هي العلاقات الثنائية التي تجمع بين ألمانيا وليختنشتاين.

## مقارنة بين البلدين
هذه مقارنة عامة ومرجعية للدولتين:
| وجه المقارنة                                              | ألمانيا                                                                              | ليختنشتاين                                 |
| --------------------------------------------------------- | ------------------------------------------------------------------------------------ | ------------------------------------------ |
| المساحة (كم2)                                             | 357.41 ألف                                                                           | 16                                         |
| عدد السكان (نسمة)                                         | 81.29 مليون                                                                          | 37.47 ألف                                  |
| الكثافة السكانية (ن./كم²)                                 | 227.44                                                                               | 234.19 ألف                                 |
| العاصمة                                                   | بون، برلين                                                                           | فادوتس                                     |
| اللغة الرسمية                                             | اللغة الألمانية                                                                      | اللغة الألمانية                            |
| العملة                                                    | يورو، مارك ألماني                                                                    | فرنك سويسري                                |
| الناتج المحلي الإجمالي (بليون دولار)                      | 3.68 تريليون                                                                         | 6.29 مليار                                 |
| الناتج المحلي الإجمالي (تعادل القوة الشرائية) بليون دولار | 3.92 تريليون                                                                         |                                            |
| الناتج المحلي الإجمالي الاسمي للفرد دولار أمريكي          | 41.31 ألف                                                                            |                                            |
| الناتج المحلي الإجمالي للفرد دولار أمريكي                 | 46.40 ألف                                                                            |                                            |
| مؤشر التنمية البشرية                                      | 0.926                                                                                | 0.908                                      |
| رمز المكالمات الدولي                                      | +49                                                                                  | +423                                       |
| رمز الإنترنت                                              | .de                                                                                  | .li                                        |
| المنطقة الزمنية                                           | توقيت وسط أوروبا، ت ع م+01:00، ت ع م+02:00، توقيت أوروبا الوسطى المعياري (ت غ م +1) ‏ | توقيت وسط أوروبا، ت ع م+01:00، ت ع م+02:00 |

## منظمات دولية مشتركة
يشترك البلدان في عضوية مجموعة من المنظمات الدولية، منها:
| علم المنظمة | اسم المنظمة                    | تاريخ انضمام ألمانيا | تاريخ انضمام ليختنشتاين |
| ----------- | ------------------------------ | -------------------- | ----------------------- |
|             | منظمة حظر الأسلحة الكيميائية   | 29 أبريل 1997        | ?                       |
|             | الاتحاد الدولي للاتصالات       | 1866                 | 25 يوليو 1963           |
|             | الأمم المتحدة                  | 18 سبتمبر 1973       | 18 سبتمبر 1990          |
|             | الوكالة الدولية للطاقة الذرية  | 1 أكتوبر 1957        | ?                       |
|             | منظمة الشرطة الجنائية الدولية  | ?                    | ?                       |
|             | منظمة الأمن والتعاون في أوروبا | 25 يونيو 1973        | 25 يونيو 1973           |
|             | الاتحاد البريدي العالمي        | 1 يوليو 1875         | ?                       |
|             | منظمة التجارة العالمية         | ?                    | ?                       |
|             | مجلس أوروبا                    | 13 يوليو 1950        | ?                       |

## وصلات خارجية
- موقع وزارة الخارجية الألمانية